# Паулет, Чарльз, 3-й герцог Болтон

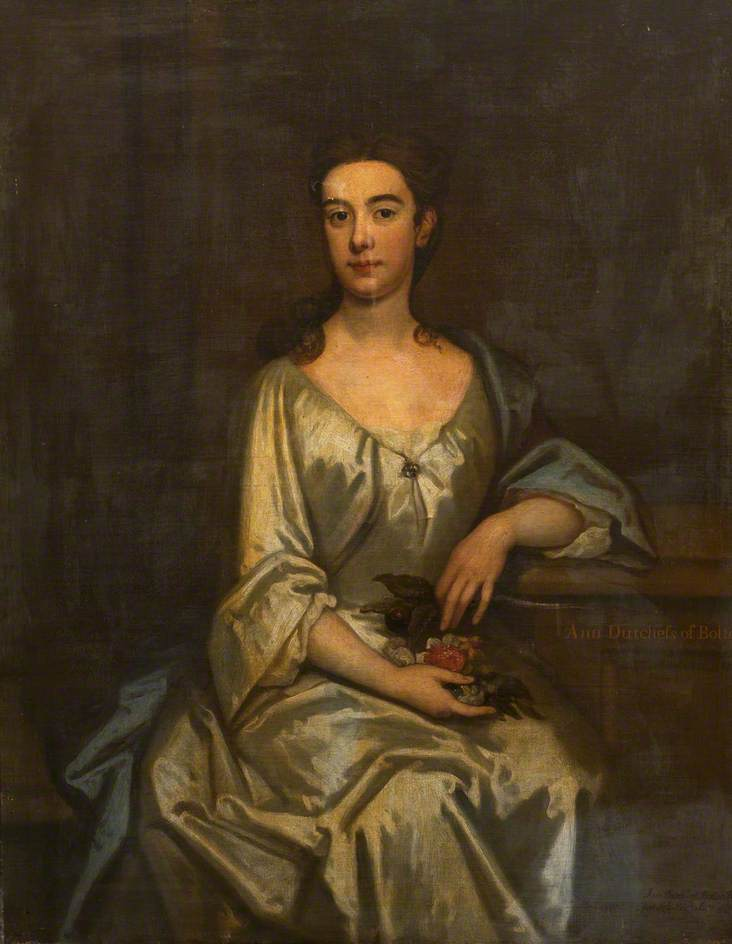
Энн Вон (1689—1751), первая супруга Чарльза Паулета, 3-го герцога Болтона

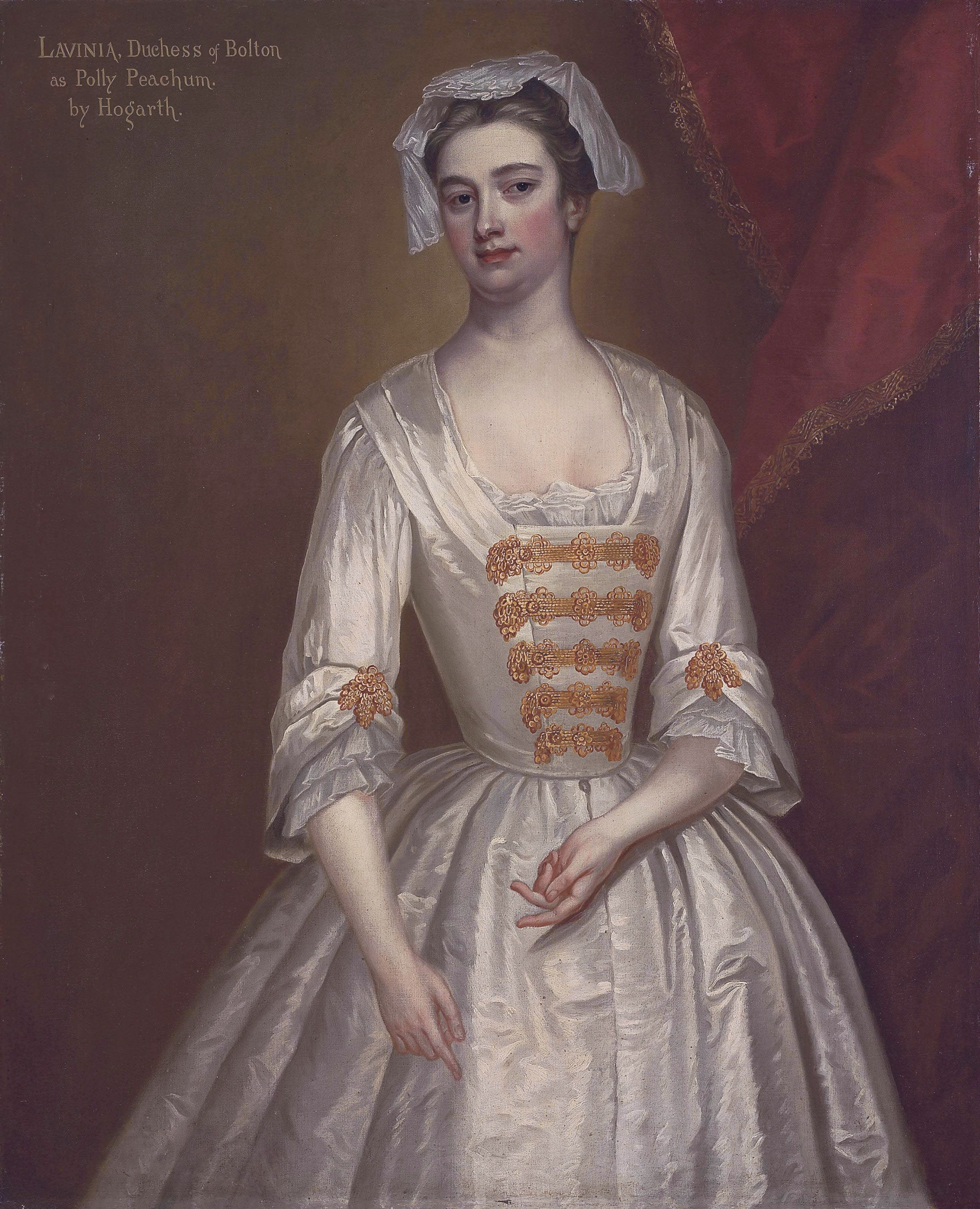
Лавиния Фетон (1708—1760), любовница, затем вторая жена 3-го герцога Болтона

Чарльз Паулетт (иногда пишется — Паулет), 3-й герцог Болтон (англ. Charles Paulet, 3st Duke of Bolton; 3 сентября 1685 — 26 августа 1754) — британский аристократ и политик от партии вигов, который заседал в Палате общин Англии с 1705 по 1708 год и в Палате общин Великобритании с 1708 по 1717 год, когда он был вызван в Палату лордов как лорд Паулетт из Бейзинга. Он носил титул учтивости — граф Уилтшир в 1685—1699 годах и маркиз Уинчестер с 1699 по 1722 год.
Титулы: 1-й лорд Паулетт из Бейзинга (с 12 апреля 1717), 3-й герцог Болтон (с 21 января 1722), 8-й маркиз Уинчестер (с 21 января 1722), 8-й граф Уилтшир (с 21 января 1722), 8-й барон Сент-Джон из Бейзинга (с 21 января 1722).

## Ранняя жизнь
Поулет родился в 1685 году в Чотоне, графство Гэмпшир. Старший сын Чарльза Паулета, 2-го герцога Болтона (1661—1722), и его второй жены Фрэнсис Рамсден (1661—1696), дочери Уильяма Рамсдена из Байрама, Йоркшир. Он получил образование в Энфилдской школе, хотя его отцу пришлось удалить его в 1699 году за прогулы и непослушное поведение. Он путешествовал за границей с Энтони Эшли с 1700 по 1704 год. В 1705 году он был добровольцем в португальской кампании.

## Политическая карьера
Чарльз Паулет вернулся домой как раз вовремя, чтобы баллотироваться в качестве вига на дополнительных выборах в Лимингтон 7 декабря 1705 года. Он был избран в качестве члена парламента от Лимингтона. В 1708 году он был избран депутатом парламента от Гэмпшира в результате жесткой конкуренции. Однако церковный интерес поддержал тори после суда над Генри Сашевереллом, и он был побежден там в 1710 и 1713 годах. В 1714 году он был назначен джентльменом опочивальни принца Уэльского.
На парламентских выборах 1715 года Чарльз Паулет был избран в Палату общин в качестве депутата парламента от Кармартеншира. Также в 1715 году он был назначен губернатором Милфорд-Хейвена и вице-адмиралом Южного Уэльса. Он также был назначен лордом-лейтенантом Кармартеншира и Гламоргана. Он был создан лордом Паулетом из Бейзинга 12 апреля 1717 года и вынужден был отказаться от своего места в Палате общин. В 1717 году он стал полковником Королевской конной гвардии.
В 1722 году он унаследовал поместья своего отца и герцогство Болтон. Он стал одним из крупнейших землевладельцев в графстве Гэмпшир и контролировал некоторые места в парламенте. Поэтому он стал одним из главных организаторов выборов в правительстве вигов. В том же году он был назначен верховным стюардом Уинчестера, смотрителем Нью-Фореста и лордом-лейтенантом Гэмпшира и Дорсета. Он стал тайным советником 1 июня 1725 года и был лордом юстиции с 1725 по 1726 год. В 1726 году он был назначен комиссаром по обследованию земель для военно-морских доков и губернатором острова Уайт . В 1733 году Чарльз Паулет проголосовал против правительства и был уволен со всех своих постов. В 1739 году он стал губернатором-основателем больницы для подкидышей в Лондоне, приюта для брошенных детей. Он стал капитаном джентльменов-пенсионеров в 1740 году. Он примирился с Уолполом и в 1742 году был вновь назначен почти на все свои предыдущие должности. Однако в 1746 году он снова потерял их все.

## Семья

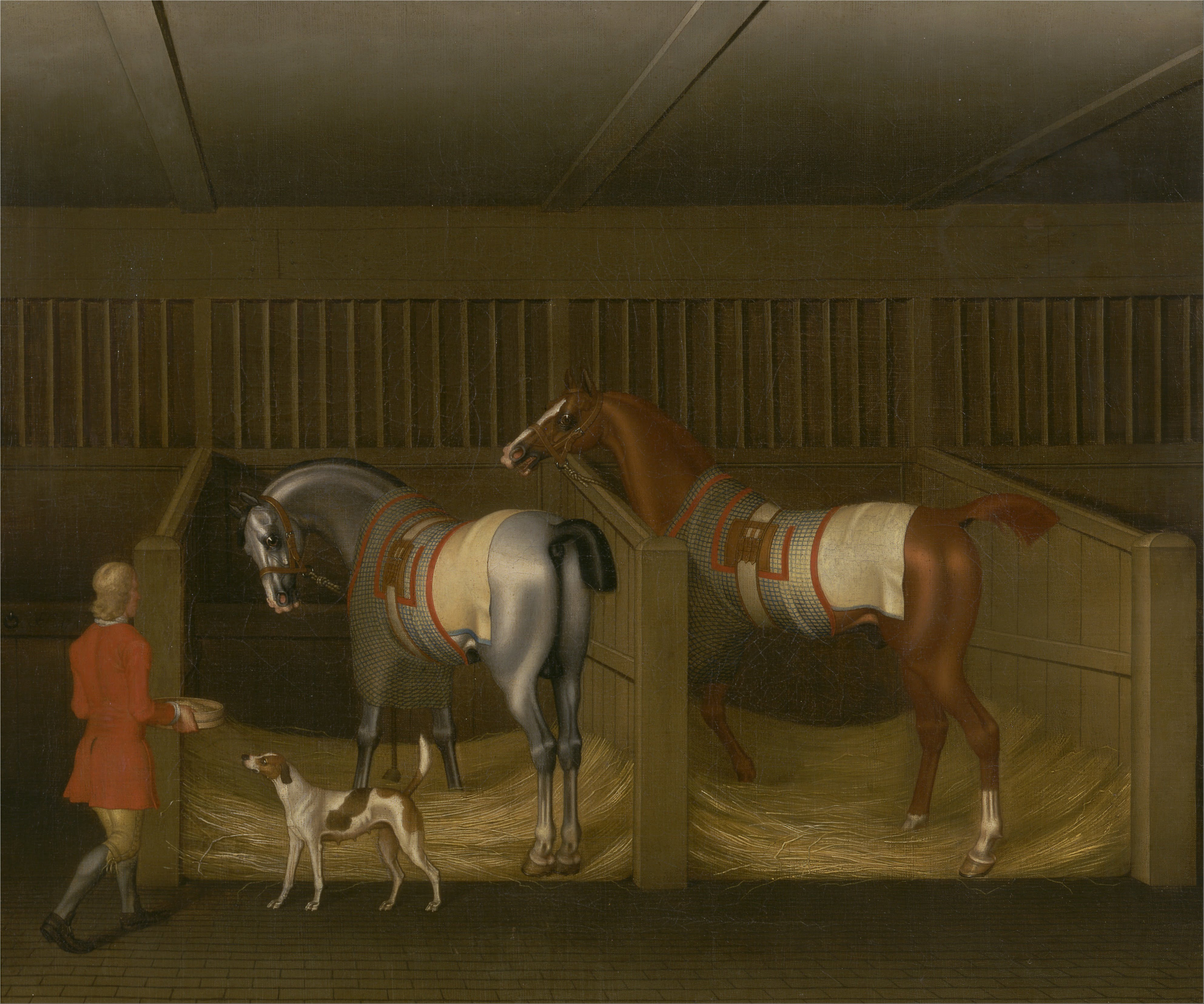
Конюшни и две знаменитые беговые лошади, принадлежащие Его светлости герцогу Болтону, художник Джеймс Сеймур, 1747 год

21 июля 1713 года Чарльз Паулет женился на леди Энн Вон (1689 — 20 сентября 1751), дочери Джона Вона, 3-го графа Карбери, и Энн Савиль. Брак не был счастливым, и детей у них не было. В 1728 году у него завязался давний роман с английской актрисой Лавинией Фентон (1708 — 24 января 1760). Леди Энн умерла в 1751 году, и герцог Болтон женился на Лавинии Фентон 20 октября 1751 года в Экс-ан-Провансе. Она уже родила ему троих внебрачных сыновей: Чарльза, Перси и Горацио Арманда.
Чарльз Паулет, 3-й герцог Болтон, скончался в 1754 году в возрасте 68 лет в королевском Танбридж-Уэллсе и был похоронен в Бейзинге. Так как у него не было детей в законном браке с Энн Вон, после его смерти герцогский титул и родовые владения унаследовал его младший брат, Гарри Паулет, 4-й герцог Болтон.